# Commissioner’s Trophy (CHL)
Die Commissioner’s Trophy war eine Eishockeytrophäe der Central Hockey League, die jährlich an den besten Trainer verliehen wurde. Die Trophäe wurde während des Bestehens der Liga zwischen 1993 und 2014 verliehen. Sowohl David Lohrei als auch Kevin McClelland erhielten die Auszeichnung zweimal und sind damit die beiden Rekordgewinner.

## Gewinner
| Jahr    | Trainer          | Team                       |
| ------- | ---------------- | -------------------------- |
| 2013/14 | Derek Armstrong  | Denver Cutthroats          |
| 2012/13 | Dan Wildfong     | Fort Worth Brahmas         |
| 2011/12 | Kevin McClelland | Wichita Thunder            |
| 2010/11 | Jason Christie   | Bloomington PrairieThunder |
| 2009/10 | Joe Ferras       | Rapid City Rush            |
| 2008/09 | Kevin Kaminski   | Mississippi RiverKings     |
| 2007/08 | Scott Muscutt    | Bossier-Shreveport Mudbugs |
| 2006/07 | Kevin McClelland | Memphis RiverKings         |
| 2005/06 | Terry Ruskowski  | Laredo Bucks               |
| 2004/05 | Chris Dashney    | Lubbock Cotton Kings       |
| 2003/04 | Ray Edwards      | San Angelo Saints          |
| 2002/03 | Ken McRae        | Indianapolis Ice           |
| 2001/02 | Don McKee        | Odessa Jackalopes          |
| 2000/01 | Paul Kelly       | Topeka ScareCrows          |
| 1999/00 | David Lohrei     | Fayetteville Force         |
| 1998/99 | Chris Stewart    | Huntsville Channel Cats    |
| 1997/98 | David Lohrei     | Nashville Ice Flyers       |
| 1996/97 | Bill McDonald    | Fort Worth Fire            |
| 1995/96 | Doug Sauter      | Oklahoma City Blazers      |
| 1994/95 | John Torchetti   | San Antonio Iguanas        |
| 1993/94 | Doug Shedden     | Wichita Thunder            |
| 1992/93 | Garry Unger      | Tulsa Oilers               |